# Estación de Cantonad
Cantonad es un apeadero ferroviario clausurado situado en el municipio español de Valle de Mena en la provincia de Burgos, comunidad autónoma de Castilla y León, comarca de Las Merindades. La línea forma parte de la red de ancho métrico de Adif.

## Situación ferroviaria
La estación se encuentra situada en el punto kilométrico 255,1 de la línea férrea de ancho métrico de La Robla y León a Bilbao (conocido como Ferrocarril de La Robla), entre el apeadero clausurado de La Silla y la estación de Cadagua, a 584,82 metros de altitud. El kilometraje es el histórico, tomando la estación de La Robla como punto de partida. El tramo es de vía única y no está electrificado.

## Historia
La línea fue abierta al tráfico el 6 de octubre de 1892 e inaugurada el día 20 del mismo mes, con la puesta en marcha del tramo Valmaseda-Espinosa de los Monteros de la línea que pretendía unir La Robla con Bilbao, no quedando La Robla y Bilbao definitivamente unidas hasta 1902. No forma parte de las estaciones originales de la línea, sino que fue fruto de una serie de nuevos apeaderos establecidos a partir de 1918.
Las obras y la explotación inicial de la concesión corrieron a cargo de los Ferrocarriles de La Robla, S.A.), herederos desde 1905 de la Sociedad del Ferrocarril Hullero de La Robla a Valmaseda, S.A.. El 6 de marzo de 1972, FEVE compró la compañía debido a la decadencia que padecía la línea, provocada por la falta de rentabilidad que sufrió la industria del carbón. Sin embargo, bajo el mandato de la empresa pública la explotación empeoró y la línea se cerró en 1991. Esta medida no fue bien aceptada por los vecinos de las zonas afectadas que pidieron su reapertura. A partir de 1993, la línea comenzó a prestar servicio por tramos y el 19 de mayo de 2003, merced a un acuerdo con la Junta de Castilla y León, se reanudó el tráfico de viajeros entre León y Bilbao. Tras la reapertura de la línea, y debido a su mal acceso y la lejanía a núcleos de población, quedó sin servicios ferroviarios.

## La estación
Se encuentra próxima al Santuario de Nuestra Señora de Cantonad, del cual toma su nombre. Pertenece a una serie de apeaderos construidos tras la inauguración de la línea. Su finalidad principal era acortar el cantón Bercedo-Cadagua, de 13,9 km. y un desnivel de 216 m. Se estableció como punto de bloqueo para facilitar la explotación de uno de los tramos más complicados de la línea: el descenso del Puerto del Cabrio, entre Bercedo-Montija y Villasana de Mena. Se encuentra situada a 2 km al sur de la población de Vivanco de Mena por camino de ganado en continua subida y parcialmente afirmado en cemento, en un paraje a media ladera. El andén lateral, parcialmente oculto y de reducidas dimensiones, se sitúa a la derecha de la vía en kilometraje ascendente, siendo distinguible principalmente su bordillo de piedra. Frente a él se sitúa la única vía principal.